# William Julius Wilson
Pour les articles homonymes, voir Wilson.
William Julius Wilson, né le 20 décembre 1935 à Derry township dans l'État de Pennsylvanie, est un sociologue et un essayiste américain dont les travaux universitaires portent sur les ghettos noirs et leurs transformations depuis les années 1970 aux États-Unis. Ses travaux, en dehors de la sociologie, ont des répercussions dans les domaines de la science politique, du droit, de l'économie et de l'histoire. Sa thèse principale est exposée dans son essai The Truly Disadvantaged: The Inner City, the Underclass, and Public Policy (1987), thèse selon laquelle le déclin précipité des emplois manufacturiers, corrélé à l'exode de la classe moyenne, a entraîné une concentration de la pauvreté et de la précarité dans les quartiers de centre-ville des grandes métropoles américaines.

## Biographie

### Carrière
Professeur en sociologie à l'université de Chicago de 1972 à 1996, il tient aujourd'hui la chaire Lewis P. and Linda L. Geyser d'Harvard.

## Prix et distinctions
Chercheur reconnu, il obtient de nombreux prix pour ses travaux, dont une bourse MacArthur en 1987, et la National Medal of Science en 1998,. Il est également docteur honoris causa de 46 universités, membre de nombreuses académies, et ancien président de l'association américaine de sociologie,,,.

## Œuvres

### Essais

#### Éditions originales
- (en-US) Power, Racism and Privilege, Free Press, 1er janvier 1976, 240 p. (ISBN 978-0029355800),
- (en-US) The Declining Significance of Race: Blacks and Changing American Institutions, University Of Chicago Press, 1978, rééd. 15 décembre 1980, 251 p. (ISBN 978-0226901299)[7],
- (en-US) The Truly Disadvantaged: The Inner City, the Underclass, and Public Policy, University Of Chicago Press, 1 décembre 1987, rééd. 15 octobre 1990, 261 p. (ISBN 978-0226901312)[8],
- (en-US) The Ghetto Underclass: Social Science Perspectives, Sage Publications, Inc, 1989, rééd. 17 août 1993, 201 p. (ISBN 978-0803952720),
- (en-US) Sociology and the Public Agenda, Sage Publications, Inc, 2 mars 1993, 391 p. (ISBN 978-0803950825),
- (en-US) When Work Disappears: The World of the New Urban Poor, Knopf, 20 août 1996, 352 p. (ISBN 978-0394579351)[9],
- (en-US) The Bridge over the Racial Divide, University of California Press, 1999, rééd. 25 octobre 2001, 173 p. (ISBN 978-0520229297),
- (en-US) There Goes the Neighborhood, Knopf, 17 octobre 2006, 240 p. (ISBN 978-0394579368)[10],
- (en-US) More than Just Race: Being Black and Poor in the Inner City, W. W. Norton Company, 7 février 2009, 208 p. (ISBN 978-0393067057)[11],

#### Traductions
- (fr) Les oubliés de l'Amérique [« Truly disadvantaged »] (trad. Ivan Ermakoff), Desclée de Brouwer, 6 octobre 1994, 326 p. (ISBN 978-2220032948),
- (de) Soziale Ungleichheit in den USA (trad. Rolf Schubert), Passagen-Verlag, 2001, 88 p. (ISBN 978-3851655087),

### Articles
- (en-US) « Black Demands and American Government Response », Journal of Black Studies, Vol. 3, No. 1,‎ septembre 1972, p. 7-28 (22 pages) (lire en ligne),
- (en-US) « The Black Underclass », The Wilson Quarterly (1976-), Vol. 8, No. 2,‎ printemps 1984, p. 88-99 (12 pages) (lire en ligne),
- (en-US) « The Ghetto Underclass and the Social Transformation of the Inner City », The Black Scholar, Vol. 19, N°3,‎ mai-juin 1988, p. 10-17 (8 pages) (lire en ligne ),
- (en-US) « The Underclass: Issues, Perspectives, and Public Policy », The Annals of the American Academy of Political and Social Science, Vol. 501,‎ janvier 1989, p. 182-192 (11 pages) (lire en ligne),
- (en-US) « The Cost of Racial and Class Exclusion in the Inner City », The Annals of the American Academy of Political and Social Science, Vol. 501,‎ janvier 1989, p. 8-25 (18 pages) (lire en ligne),
- (en-US) « Studying Inner-City Social Dislocations », American Sociological Review , Vol. 56, No. 1,‎ février 1991, p. 1-14 (14 pages) (lire en ligne),
- (en-US) « The Truly Disadvantaged Revisited: A Response to Hochschild and Boxill », Ethics, Vol. 101, No. 3,‎ avril 1991, p. 593-609 (17 pages) (lire en ligne),
- (en-US) « Another Look at The Truly Disadvantaged », Political Science Quarterly, Vol. 106, No. 4,‎ hiver 1991-1992, p. 639-656 (18 pages) (lire en ligne),
- (en-US) « When Work Disappears », Political Science Quarterly, Vol. 111, No. 4,‎ hiver 1996-1997, p. 567-595 (30 pages) (lire en ligne),
- (en-US) « The New Economy and Racial Inequality », Bulletin of the American Academy of Arts and Sciences, Vol. 54, No. 4,‎ été 2001, p. 41-48 (8 pages) (lire en ligne),
- (en-US) « The Political and Economic Forces Shaping Concentrated Poverty », Political Science Quarterly, Vol. 123, No. 4,‎ hiver 2008-2009, p. 555-571 (17 pages) (lire en ligne),
- (en-US) « The Declining Significance of Race": Revisited & Revised », Daedalus, Vol. 140, No. 2,‎ printemps 2011, p. 55-69 (15 pages) (lire en ligne),
- (en-US) Co-rédigé avec Anmol Chaddha, « “Way Down in the Hole”: Systemic Urban Inequality and The Wire », Critical Inquiry, Vol. 38, No. 1,‎ automne 2011, p. 164-188 (25 pages) (lire en ligne),
- (en-US) « Keynote Address: Combating Concentrated Poverty in Urban Neighborhoods », Journal of Applied Social Science, Vol. 7, No. 2,‎ septembre 2013, p. 135-143 (9 pages) (lire en ligne),